# Filip Dewulf
Filip Dewulf (Mol, 16 marzo 1972) è un ex tennista belga.

## Carriera
Ottenne il suo best ranking in singolare il 15 settembre 1997 con la 39ª posizione, mentre nel doppio divenne il 4 ottobre 1993, il 125º del ranking ATP.
Vinse in carriera, in singolare, due tornei del circuito ATP, il primo dei quali a Vienna nel 1995, nel Vienna Open; in quell'occasione, partendo delle qualificazioni, superò in finale la testa di serie numero uno, l'austriaco Thomas Muster con il punteggio di 7-5, 6-2, 1-6, 7-5. Sempre partendo dal tabellone di qualificazione, nel 1997 raggiunse le semifinali dell'Open di Francia sconfiggendo tennisti del calibro di Fernando Meligeni, Albert Portas, Àlex Corretja e Magnus Norman; venne sconfitto dal futuro vincitore del torneo, il brasiliano Gustavo Kuerten. Vinse, inoltre, il Croatia Open Umag nel 1993, in coppia con il connazionale Tom Vanhoudt.
Fece parte della squadra belga di Coppa Davis dal 1991 al 2001 con un bilancio complessivo di sedici vittorie e ventisei sconfitte.

## Statistiche

### Tornei ATP

#### Singolare

##### Vittorie (2)
| Legenda singolare                                    |
| Grande Slam (0)                                      |
| ATP World Tour Finals (0)                            |
| ATP Super 9 / ATP Masters Series (0)                 |
| ATP Championship Series / ATP International Gold (0) |
| ATP World Series / ATP International Series (2)      |

| Numero | Data            | Torneo                   | Superficie    | Avversario in finale | Punteggio          |
| 1.     | 16 ottobre 1995 | Vienna Open, Vienna      | Sintetico (i) | Thomas Muster        | 7-5, 6-2, 1-6, 7-5 |
| 2.     | 21 luglio 1997  | Austrian Open, Kitzbühel | Terra rossa   | Julián Alonso        | 7–6(2), 6-4, 6-1   |

#### Doppio

##### Vittorie (1)
| Legenda singolare                                    |
| Grande Slam (0)                                      |
| ATP World Tour Finals (0)                            |
| ATP Super 9 / ATP Masters Series (0)                 |
| ATP Championship Series / ATP International Gold (0) |
| ATP World Series / ATP International Series (1)      |

| Numero | Data           | Torneo                   | Superficie  | Compagno     | Avversari in finale         | Punteggio |
| 1.     | 23 agosto 1993 | Croatia Open Umag, Umago | Terra rossa | Tom Vanhoudt | Jordi Arrese Francisco Roig | 6-4, 7-5  |

### Tornei minori

#### Singolare

##### Vittorie (2)
| Legenda tornei minori |
| Challenger (1)        |
| Futures (1)           |

| Numero | Data            | Torneo                          | Superficie      | Avversario in finale | Punteggio |
| 1.     | 10 gennaio 2000 | Open de Grasse, Grasse          | Terra rossa (i) | Nicolas Coutelot     | 6-2, 6-2  |
| 2.     | 16 maggio 2000  | Edinburgh Challenger, Edimburgo | Terra verde     | Marcelo Charpentier  | Walkover  |

#### Doppio

##### Vittorie (6)
| Legenda tornei minori |
| Challenger (6)        |
| Futures (0)           |

| Numero | Data              | Torneo                            | Superficie    | Compagno          | Avversari in finale                | Punteggio     |
| 1.     | 17 agosto 1992    | IPP Trophy, Ginevra               | Terra rossa   | Tom Vanhoudt      | Alfonso Mora Marcelo Rebolledo     | 6-3, 6-2      |
| 2.     | 14 settembre 1992 | Casablanca Challenger, Casablanca | Terra rossa   | Tom Vanhoudt      | Karol Kučera Andrej Merinov        | 7-5, 6-3      |
| 3.     | 1º febbraio 1993  | Lippstadt Challenger, Lippstadt   | Sintetico (i) | Martin Laurendeau | David Engel Peter Nyborg           | 7-6, 4-6, 7-6 |
| 4.     | 16 agosto 1993    | S Tennis Masters Challenger, Graz | Terra rossa   | Tom Vanhoudt      | Jordi Arrese Francisco Roig        | 6-7, 6-2, 6-3 |
| 5.     | 13 settembre 1993 | Budapest Challenger, Budapest     | Terra rossa   | Tom Vanhoudt      | Stefano Pescosolido Massimo Valeri | 7-5, 6-3      |
| 6.     | 24 luglio 1995    | Prague Challenger, Praga          | Terra rossa   | Vojtěch Flégl     | Petr Pála David Škoch              | 6-7, 7-5, 6-2 |